# The Dirt
Pour les articles homonymes, voir Dirt.
Pour plus de détails, voir Fiche technique et Distribution.
The Dirt est un film américain réalisé par Jeff Tremaine, sorti en 2019 sur Netflix. Il s'agit d'un film biographique du groupe de hard rock américain Mötley Crüe, de ses débuts dans les bars de Los Angeles jusqu'à sa reformation originale en 1997. Le film s'inspire de l'autobiographie écrite par les quatre principaux membres du groupe (Tommy Lee, Mick Mars, Vince Neil et Nikki Sixx) aidés de Neil Strauss.

## Synopsis
Dans les années 1980, l'ascension du groupe de glam metal Mötley Crüe, depuis la jeunesse du bassiste Nikki Sixx jusqu'aux périodes de crises que connut le groupe au début des années 1990. 

## Fiche technique
Sauf indication contraire, les informations mentionnées dans cette section peuvent être confirmées par la base de données cinématographiques IMDb,  présente dans la section « Liens externes ».
- Titre original : The Dirt
- Réalisation : Jeff Tremaine
- Scénario : Rich Wilkes, d'après l'autobiographie du groupe The Dirt: Confessions of the World's Most Notorious Rock Band
- Direction artistique : Derrick Hinman
- Décors : Melanie Jones
- Costumes : Christine Wada
- Photographie : Toby Oliver
- Montage : Melissa Kent
- Musique : Paul Haslinger
- Production : Allen Kovac, Erik Olsen, Julie Yorn

Coproducteurs : Barbara Fiorentino, Tommy Lee, Mick Mars, Vince Neil, Nikki Sixx et Ron Tansingco
Producteurs délégués : Steve Kline, Michelle Manning, Chris Nilsson, Ben Ormand et Rick Yorn
- Sociétés de production : 10th Street Entertainment et LBI Entertainment
- Société de distribution : Netflix
- Budget : n/a
- Pays d'origine :  États-Unis
- Langue originale : anglais
- Format : couleur
- Genre : drame biographique, musical
- Durée : 108 minutes
- Dates de sortie[1] :
  - États-Unis : 18 mars 2019 (avant-première à Hollywood)
  - Monde : 22 mars 2019

## Distribution
- Douglas Booth (VF : Stéphane Fourreau) : Nikki Sixx, le bassiste de Mötley Crüe
- Iwan Rheon (VF : Olivier Augrond) : Mick Mars, le guitariste de Mötley Crüe
- Machine Gun Kelly (VF : Donald Reignoux) : Tommy Lee, le batteur de Mötley Crüe (crédité sous son vrai nom, Colson Baker)
- Daniel Webber (VF : Pascal Nowak) : Vince Neil, le chanteur de Mötley Crüe
- Pete Davidson (VF : François Santucci) : Tom Zutaut d'Elektra Records
- David Costabile (VF : Michel Dodane) : Doc McGhee, le manager de longue date de Mötley Crüe
- Leven Rambin (VF : Sandra Parra) : Sharise Neil
- Kathryn Morris : Deana Richards, la mère de Nikki
- Rebekah Graf : Heather Locklear, l'une des femmes de Tommy
- Tony Cavalero (VF : Cédric Dumond) : Ozzy Osbourne
- Max Milner (VF : Marc Saez) : Razzle, le batteur de Hanoi Rocks
- Katherine Neff : Lovey, la première petite-amie de Vince
- Jordan Lane Price (VF : Véronique Soufflet) : Roxie, la fiancée de Tommy
- Christian Gehring : David Lee Roth, le chanteur de Van Halen
- Anthony Vincent Valbiro : John Corabi
- Melanie Hebert : la VJ de MTV
- Courtney Dietz : Athena Lee, la sœur de Tommy
- Joe Chrest : David Lee, le père de Tommy
- Elena Evangelo : Voula Lee, la mère de Tommy
- Michael Hodson : Randy Feranna, le demi-frère de Nikki
- Mötley Crüe : eux-mêmes (images d'archives dans le générique de fin)
- Eddie Van Halen : lui-même (images d'archives, non crédité)
- Sammy Hagar : lui-même (images d'archives, non crédité)
- Michael Anthony : lui-même (images d'archives, non crédité)

## Production

### Genèse et développement
En 2006, Paramount Pictures et MTV Films acquièrent pour le cinéma les droits d'adaptation de l'autobiographie The Dirt: Confessions of the World's Most Notorious Rock Band (en), écrite par Neil Strauss avec plusieurs membres du groupe, Tommy Lee, Mick Mars, Vince Neil et Nikki Sixx. Larry Charles est alors envisagé comme réalisateur. Cependant, le projet stagne et ne se concrétise pas. En 2008, le bassiste Nikki Sixx déclare en interview que le groupe est déçu par l'attitude de MTV : « Nous avons besoin de trouver le bon partenaire. Ils ne sont pas les bons partenaires ».
En novembre 2013, le projet est relancé et Jeff Tremaine est annoncé comme réalisateur. En janvier 2015, c'est Focus Features qui récupère les droits. Cependant, le projet est à nouveau au point mort jusqu'en mars 2017, lorsque Netflix rachète les droits. Liam Hemsworth, Emory Cohen et Douglas Booth sont alors annoncés dans les rôles principaux. En novembre 2017, Douglas Booth est officialisé. En janvier 2018, le rappeur Machine Gun Kelly, Iwan Rheon et Daniel Webber le rejoignent,. En février 2018, Tony Cavalero rejoint lui aussi la distribution, suivi un mois plus tard par Rebekah Graf, Leven Rambin et David Costabile,,.
Des rumeurs indiquaient que Christopher Walken et Val Kilmer devaient respectivement jouer Ozzy Osbourne et David Lee Roth. Avant cela, Ashton Kutcher a été annoncé pour jouer Tommy Lee.

### Tournage
Le tournage débute en février 2018 et a lieu à Los Angeles et à La Nouvelle-Orléans.
En mars 2019, il est révélé que Louis DiVincenti, un machiniste, aurait subi des brûlures au deuxième et au troisième degré, sur 50% de son corps, en raison d’un problème électrique. Le technicien poursuit la production en justice et réclame notamment 1,8 million de dollars pour ses frais médicaux.

## Bande originale
Albums de Mötley Crüe
Greatest Hits (en)
(2009)
La musique du film est composée par Paul Haslinger. L'album de la bande originale rassemble cependant certaines chansons de Mötley Crüe. On y retrouve plusieurs inédits, dont The Dirt (Est. 1981), avec le rappeur Machine Gun Kelly (qui incarne le batteur Tommy Lee à l'écran). Le clip est publié le 22 février 2019 sur les chaînes YouTube des artistes. Trois autres chansons inédites sont présentes sur l'album, toutes produites par un collaborateur de longue date du groupe, Bob Rock. Il s'agit de Ride with the Devil, Crash and Burn et une reprise de Like a Virgin de Madonna,,,,.
L'album atteint la 10e place du Billboard 200, alors que le groupe n'avait pas eu un album classé dans le top 10 depuis Saints of Los Angeles (4e en juillet 2008).

### Liste des titres
| No  | Titre                                              | Auteur                                                                            | Durée |
| --- | -------------------------------------------------- | --------------------------------------------------------------------------------- | ----- |
| 1.  | The Dirt (Est. 1981) (featuring Machine Gun Kelly) | Nikki Sixx, John 5, Sahaj Ticotin, Colson Baker, Tommy Lee, Mick Mars, Vince Neil | 3:52  |
| 2.  | Red Hot                                            | Sixx, Mars, Neil                                                                  | 3:21  |
| 3.  | On with the Show                                   | Sixx, Neil                                                                        | 4:03  |
| 4.  | Live Wire                                          | Sixx                                                                              | 3:14  |
| 5.  | Merry-Go-Round                                     | Sixx                                                                              | 3:21  |
| 6.  | Take Me to the Top                                 | Sixx                                                                              | 3:43  |
| 7.  | Piece of Your Action                               | Sixx, Neil                                                                        | 4:39  |
| 8.  | Shout at the Devil                                 | Sixx                                                                              | 3:14  |
| 9.  | Looks That Kill                                    | Sixx                                                                              | 4:07  |
| 10. | Too Young to Fall in Love                          | Sixx                                                                              | 3:32  |
| 11. | Home Sweet Home                                    | Sixx, Lee                                                                         | 3:58  |
| 12. | Girls, Girls, Girls                                | Sixx, Lee, Mars                                                                   | 4:30  |
| 13. | Same Ol' Situation (S.O.S.)                        | Sixx, Lee, Neil, Mars                                                             | 4:13  |
| 14. | Kickstart My Heart                                 | Sixx                                                                              | 4:42  |
| 15. | Dr. Feelgood                                       | Sixx, Mars                                                                        | 4:50  |
| 16. | Ride with the Devil                                | Sixx, John 5, Ticotin, Lee, Mars, Neil                                            | 3:41  |
| 17. | Crash and Burn                                     | Sixx, John 5, Ticotin, Lee, Mars, Neil                                            | 4:13  |
| 18. | Like a Virgin (reprise de Madonna)                 | Tom Kelly, Billy Steinberg                                                        | 3:08  |

### Autres chansons présentes dans le film
Certains chansons du film ne sont pas présentes sur l'album de la bande originale :
- The Jaynetts (en) – Cry Behind the Daisies
- T. Rex – Solid Gold Easy Action
- Death – Keep on Knocking
- Gary Charlson – Close Enough
- The Kind – Total Insanity
- Daniel Webber – My Kinda Lover
- Kim Wilde – Chequered Love
- Jimmy Carter & the Dallas County Green – A Night of Love
- The Colors – Go Go Getter
- Heat Exchange – Philosophy
- Goliath – Hot Rock and Thunder
- Jonathan Elias & John Petersen – Man on the Moon
- Liquid Blue – Big Money
- Nu Shooz – I Can't Wait
- Meghan Kabir – Live Wire
- Johnny Thunders – You Can't Put Your Arms Around a Memory

## Accueil
Dans sa critique de Télérama, Thomas Bécard énumère les passages trash de l'autobiographie du groupe (The Dirt: Confessions of the World's Most Notorious Rock Band) repris dans le film et ajoute : « Si vous n’êtes pas écœuré à l’avance à l’idée de regarder un gros paquet de scènes humiliantes pour les protagonistes (surtout pour les femmes, qu’elles soient mères, groupies ou épouses), The Dirt est un film plutôt distrayant. Mais à trop soigner les détails des reconstitutions et à enquiller les moments chocs, Jeff Tremaine – un réalisateur qui ne s’était distingué jusque-là que comme créateur et réalisateur de Jackass, à la télé et au cinéma – peine à susciter chez le spectateur un vrai intérêt pour ses personnages. Un peu à l’image de l’œuvre musicale de Mötley Crüe, en somme : ni complètement nulle, ni vraiment passionnante ».

## Commentaires
Le film ne mentionne pas Pamela Anderson, troisième épouse de Tommy Lee (entre 1995 et 1998).